# Конвенція про політичні права жінок
Конве́нція про політи́чні права́ жіно́к — юридично обов'язкова міжнародна угода, метою якої є кодифікація базових міжнародних стандартів щодо політичних прав жінок. Документ ухвалений резолюцією 640 (VII) від 20 грудня 1952 року під час 409-го пленарного засідання Генеральної Асамблеї Організації Об'єднаних Націй та прийнятий 31 березня 1953 року.